# مارسل ساکرامنتو
مارسل ساکرامنتو (به پرتغالی: Marcel Silva Sacramento) مهاجم اهل برزیل است که در شهر ورا کروز، باهیا و در تاریخ ۲۴ اوت ۱۹۸۷ به دنیا آمده‌است.
مارسل ساکرامنتو در تیم‌های فوتبال Esporte Clube Bahia سابقهٔ حضور دارد.